# Aïnous (ethnie du Japon et de Russie)
 (janvier 2024).
Cet article concerne le peuple aïnou du Nord du Japon. Pour les autres significations, voir Aïnou.
Les Aïnous (アイヌ, /a.i.nu/, qui signifie « humain » en aïnou), aussi appelés Utari (ウタリ, qui signifie « compagnon »), sont un peuple autochtone vivant dans le Nord du Japon, notamment dans l'île d'Hokkaidō, et dans l'Extrême-Orient de la Russie.
Leurs ancêtres, chasseurs-pêcheurs et cueilleuses-chamanes, ont pu venir du continent asiatique pour peupler l'archipel japonais, les îles Kouriles, l'île de Sakhaline et le sud de la péninsule du Kamtchatka il y a environ 3 300 ans, soit 1 000 ans avant les peuples de Wa qui sont les ancêtres culturels du peuple Yamato, dont est issue la grande majorité des Japonais actuels, arrivés dans l'île de Honshū vraisemblablement depuis la Corée.
Les Aïnous ainsi que leur langue étaient il y a peu en voie d'extinction, notamment par assimilation culturelle, par immigration de Japonais issus de l'ethnie Yamato sur leur territoire et en raison de la japonisation de leur peuple dû à la politique centraliste menée par l'État japonais, certains percevant cela comme un ethnocide voire un génocide ethnico-culturel.
On compte, de nos jours, entre 25 000 et 200 000 membres rattachés à ce groupe ethnique, mais aucun recensement exact n'a été tenu car beaucoup d'Aïnous cachent leur origine ou, dans bien des cas, ne la connaissent même pas, leurs parents la leur ayant dissimulée pour les protéger de la discrimination et du racisme.
Leur religion était de type animiste : la principale divinité de la montagne était représentée par l'ours et la principale divinité de l'océan par l'orque. Kamuy-huci est la déesse du feu de l'âtre, avec laquelle les femmes chamanes communiquent en état de transe par différents rituels. Elle a une place centrale dans la spiritualité des Aïnous car elle protège le foyer du clan maternel. Une autre déesse est la mère-araignée, tisserande et prenant grand soin de ses petits.

## Étymologie
En aïnou, aïnou signifie « humain » (par opposition aux esprits divins Kamuy) mais peut aussi signifier « humain de sexe masculin » en second sens . Selon le Larousse, entre autres, « aïnou » est un nom commun masculin défini comme étant la langue des Aïnous (nom propre désignant la population). On trouve également l'adjectif aïnou(e)(s).

## Anthropologie physique et paléogénétique

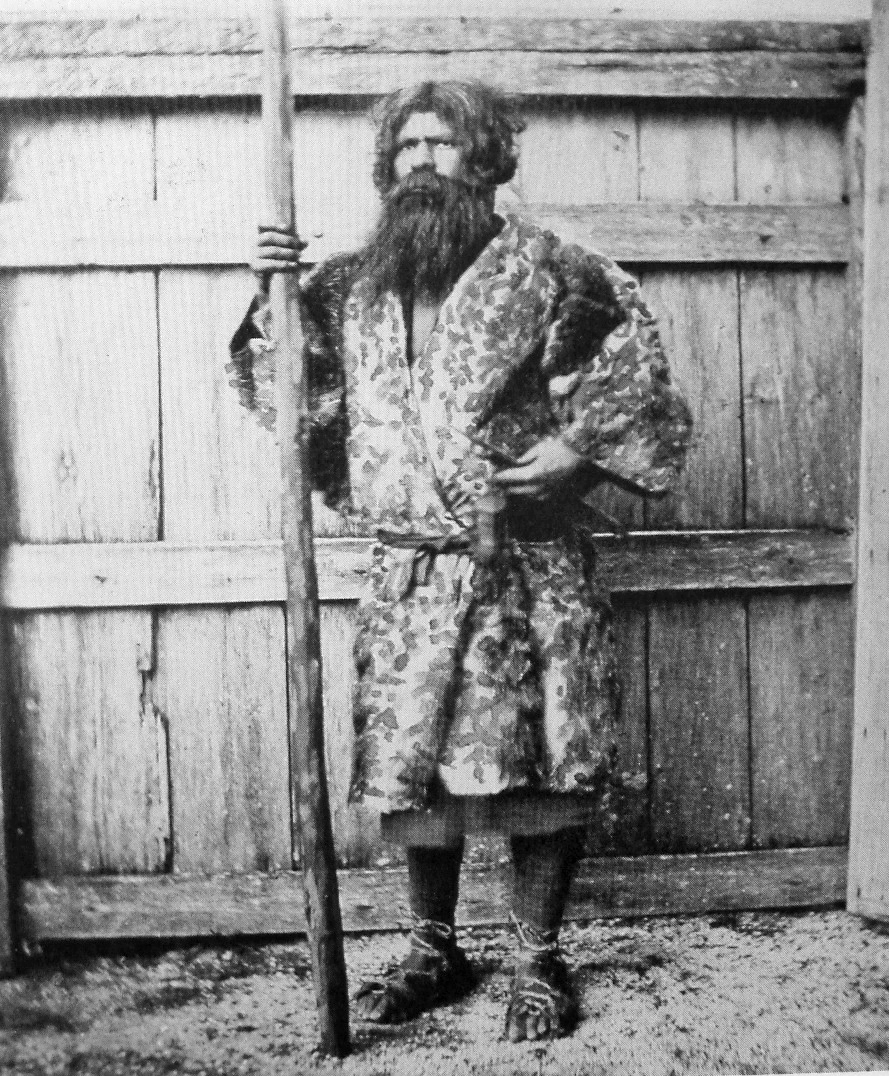
Un Aïnou vers 1880.

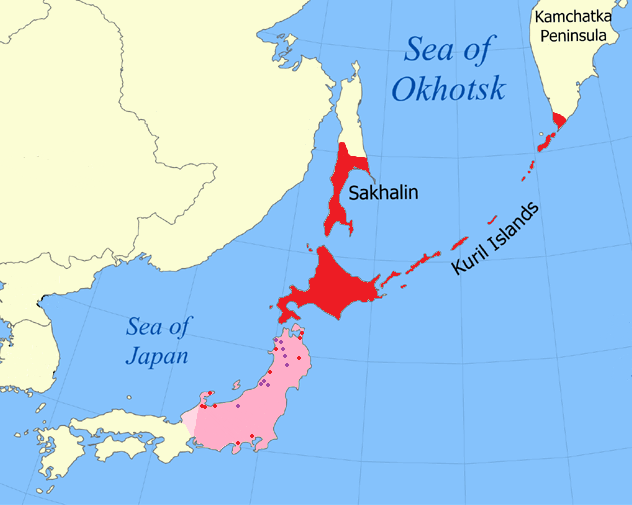
Carte montrant la répartition historique avérée (en rouge) et supposée (en rose) des Aïnous en Asie.

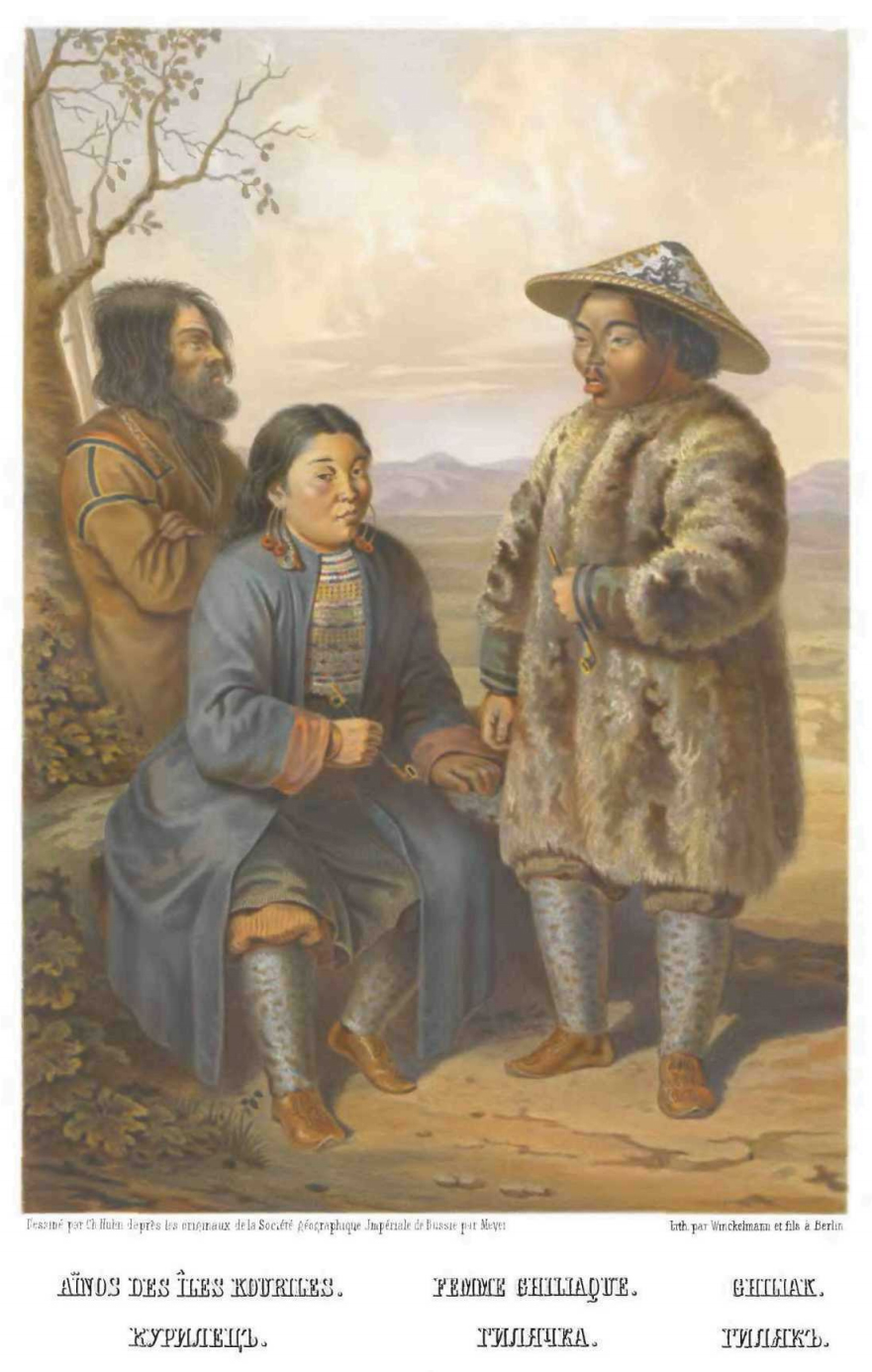
Aïnous et Nivkhes (gravure de 1862).

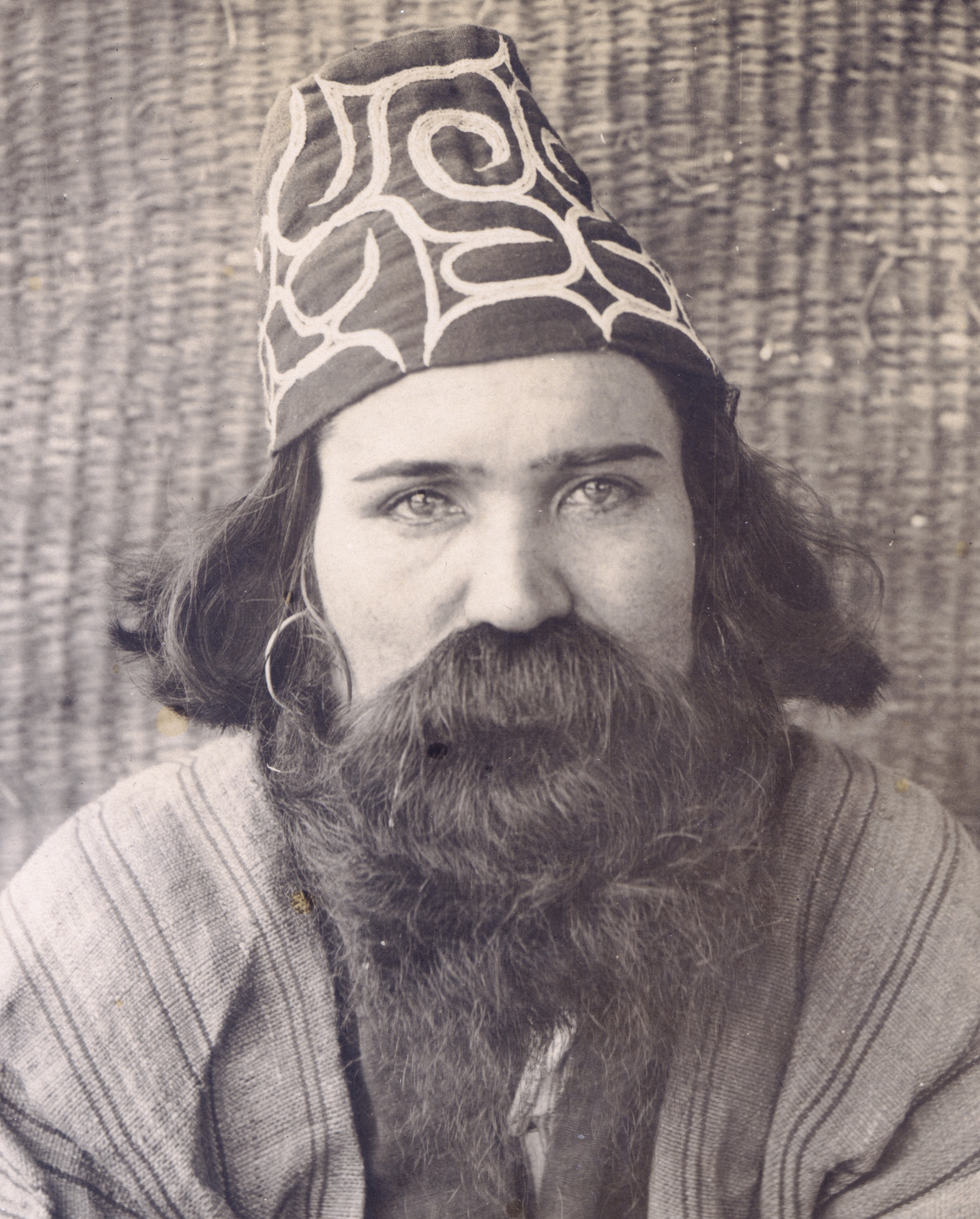
Un chef aïnou en costume traditionnel en 1904.

Le phénotype des Aïnous dont les yeux n'étaient pas bridés et qui étaient en moyenne plus grands et plus barbus que les Japonais, a donné lieu à de nombreuses interprétations qui les ont rapprochés tantôt à des caucasiens, tantôt à des australoïdes (tels que les andamanais ou les aborigènes d'Australie),. Par la suite, l'anthropologue canadien Reginald Ruggles Gates (1882-1962) a soutenu, en s'appuyant sur les génotypes, la thèse d'une origine mongoloïde même si la morphologie aïnoue était, à l'origine, moins typiquement asiatique.
Il semble que les Aïnous soient le seul peuple de la période Jōmon à ne pas avoir connu de brassage génétique avec les peuples de la période Yayoi, arrivés plus tard de la péninsule Coréenne. De ce fait, ils sont proches des habitants des îles Ryūkyū, eux aussi issus des peuples Jōmon et peu mélangés avec les peuples Yayoi. Les Japonais sont issus du métissage entre Jōmon et immigrants de Corée ; ils présentent des traits génétiques, linguistiques et ethnobotaniques communs avec les Aïnous, les Mongols, les Coréens et les Chinois du Nord de la Chine, et des traits architecturaux, mythologiques et culturels communs avec les peuples austronésiens.
Selon l'ethnologue Wilhelm Joest (1852-1897), les Aïnous actuels sont toutefois largement métissés et ressemblent donc plus aux Japonais qu'il y a quelques siècles.
Selon Ishida et al., en 2009, la culture des Jōmon ressemble à l'âge du bronze du sud de la Sibérie. Il semble que les Jōmon partagent des caractéristiques des peuples paléolithiques de la moitié ouest de l'Eurasie (Europe orientale, Asie centrale et Sibérie occidentale). Plusieurs études, comme celles de Noriko Seguchi en 2015 et 2019, ont conclu que les Jōmon proviennent d'une population paléolithique située dans le sud de la Sibérie, apparentée aux paléolithiques européens et du Moyen-Orient.
Selon Takurō Segawa de l'université de Sapporo, il ne serait pas pertinent de limiter la culture aïnoue à l'après XIVe siècle, comme le font encore certains historiens japonais qui se basent uniquement sur l'apparition de la laque dans la région de Nibutani. Il existerait une continuité culturelle, linguistique et ethnique entre les époques Jōmon, Epi-Jōmon, Satsumon et la culture Aïnou post-Nibutani (Nibutani bunka, ニブタニ文化、 二風谷文化) telle que nous la connaissons aujourd'hui. La culture aïnoue constituerait ainsi le dernier vestige vivant de la culture mésolithique Jōmon qui s'étendait à l'origine sur la majorité de l'archipel japonais, jusqu'à l'arrivée du peuplement néolithique Yayoi provenant du continent (Segawa se base entre autres sur la haute fréquence des toponymes d'origine aïnoue dans tout le nord du Honshū).

### Origines, différentes hypothèses

#### Hypothèses de parentés avec des populations australoïdes, sud-asiatiques ou tibéto-birmanes
Certains scientifiques ont avancé le fait que les Aïnous descendent d'un groupe ethnique préhistorique qui aurait aussi engendré les aborigènes d'Australie. Cette hypothèse se base sur la découverte d'ossements de la période Jōmon datant d'il y a 10 000 ans. Ces ossements possèdent un faciès semblable à celui des peuples d'Australie et de Nouvelle-Guinée. Le géographe français Jean Delvert avançait que l'architecture des maisons traditionnelles des Aïnous (sur pilotis, avec des cloisons végétales) était proche de celle des anciennes habitations proto-malaises.
Les tests génétiques effectués sur les Aïnous montrent qu'ils font partie de l'Haplogroupe D du chromosome Y. Or cet haplogroupe est rare et n'est retrouvé en quantité significative qu'au Tibet et dans les îles Andaman ce qui suggère une parenté avec certains peuples tibétains, mais également australoïdes. L'haplogroupe D serait apparu en Afrique de l'Est il y a 50 000 ans. Les premiers porteurs de l'haplogroupe D, originaires d'Afrique de l'Est, auraient migré le long des côtes de l'océan Indien pour s'installer dans les îles Andaman, en Indonésie, dans l'archipel japonais, en Sibérie, en Asie centrale et finalement au Tibet. Alors que les Andamanais appartiennent à l'haplogroupe D*, c'est l'haplogroupe D2 qui est le plus répandu chez les Japonais et les Aïnous, et les haplogroupes D1 et D3 chez les peuples tibétains.
D'après ces mêmes tests génétiques, une part non négligeable (environ 35 %) des Japonais auraient une origine aïnoue, ce qui signifie que des populations aïnoues (ou génétiquement apparentées à ces dernières), ont été assimilées au sein du peuple japonais.
L'analyse génétique des gènes HLA I et HLA II et des fréquences des gènes HLA-A, -B et -DRB1 relie également les Aïnous aux peuples autochtones des Amériques, en particulier à la population du nord-est du Pacifique comme les Tlingits. Les scientifiques suggèrent que les principaux ancêtres des groupes aïnous et des Amérindiens remontent aux groupes paléolithiques du sud de la Sibérie.

#### Brassage avec des populations sibériennes, telles que les Nivkhes
Un Aïnou sur huit possède aussi les caractères de l'haplogroupe C3 qui est le plus commun parmi les populations de l'extrême est de la Russie et parmi les populations de Mongolie. Certains ont avancé que cet haplogroupe serait le résultat d'un brassage génétique unidirectionnel avec les Nivkhes avec qui les Aïnous ont d'ailleurs des points communs sur le plan culturel (sculpture sur bois, festival de l'ours, motifs des habits). Cette hypothèse de brassage avec les Nivkhes est encore soutenue par la similarité des langues des deux peuples (Université de Sapporo). Entre autres, le professeur Hidetoshi Shiraishi travaille sur cette hypothèse et publie ses conférences sur l'Auditorium de la Linguistique.
En ce qui concerne l'ADN mitochondrial, une grande partie des Aïnous appartiennent à des haplogroupes que l'on rencontre également en Sibérie (haplogroupes D4, N9a, G), ce qui laisse supposer des lignages maternels d'origine sibérienne. Mais une partie des Aïnous appartiennent également à l'haplogroupe M7 que l'on retrouve également en Asie de l'Est et du Sud-Est ainsi que dans les îles du Pacifique.

#### Paléogénétique
Une analyse complète du génome utilisant des SNP de haute confiance et des évaluations SNP fonctionnelles pour attribuer les caractéristiques phénotypiques possibles ainsi que les polymorphismes des chromosomes Y, a analysé un échantillon Jomon masculin et féminin. Le site archéologique de Funadomari (船泊遺跡, Funadomari iseki) est situé sur un banc de sable séparant le lac Kushu de la baie de Funadomari sur la côte nord de l'île Rebun, une petite île au large de la pointe nord-ouest de Hokkaidō. Les résultats de l'étude suggèrent que les Jōmon sont une population distincte et ne sont pas liés aux populations de l'Asie de l'Est ou de l'Océanie. Les Jōmon sont plus proches des populations eurasiennes. Les Japonais modernes partagent environ 9% à 13% de leur génome avec les Jōmon. Le génome spécifique de Jōmon se trouve également en pourcentage mineur dans les populations d'Asie du Nord-Est, ce qui suggère un flux génétique provenant de groupes apparentés à Jōmon. De plus, les Jōmon partagent des allèles spécifiques avec les populations des régions arctiques d'Eurasie et d'Amérique du Nord.
Une autre analyse complète du génome d'une femme Jōmon de 3 800 ans montre que cet échantillon partageait des variantes génétiques qui ne se trouvent que dans les populations arctiques de l'Eurasie, mais sont absentes ailleurs. Selon les auteurs, cela prouve que les Jomon sont d'origine nordique. L'échantillon a également montré une tolérance à l'alcool plus élevée que les autres populations d'Eurasie orientale. Une analyse plus approfondie suggère que l'échantillon Jōmon courait un risque élevé de développer des taches hépatiques si elle passait trop de temps au soleil. L'échantillon Jōmon avait du cérumen humide, ce qui est plus fréquent dans les populations européennes et du Moyen-Orient.

### Sous-groupes
- Aïnous du Tōhoku (Emishi)
- Aïnous d'Hokkaidō
- Aïnous de Sakhaline
- Aïnous du Kamtchatka (douze individus vivants, estimation d'Alexey Nakamura, représentant des Aïnous de Russie[23])
- Aïnous des îles Kouriles (pas d'individus vivants connus)
- Aïnous de la vallée de l'Amour (probablement plus d'individus)

## Histoire

### Période préjaponaise
On ne sait pas grand-chose de l'histoire préjaponaise des Aïnous. Au début, les premiers contacts avec les Japonais étaient amicaux et les deux peuples nouèrent des relations commerciales. Au fil du temps, le Japon commença à dominer la relation et à établir de grandes colonies sur le territoire aïnou. Les Aïnous sont pour la première fois mentionnés par les Japonais dans le Kojiki, en 712, comme étant les descendants d'un peuple ancien: les « Emishi » (littéralement, les « barbares qui ne sont pas sous l'autorité politique du Japon »).

### Refoulement des Aïnous vers Hokkaidō
Les Japonais avancent progressivement vers le Nord en prenant le contrôle des terres des Aïnous, abandonnées généralement sans résistance. On connaît cependant des guerres toutes perdues par les Aïnous : 1268 (première révolte connue), 1457 (bataille de Koshamain), 1669 (Rébellion de Shakushain, bataille entre les Aïnous et le clan Matsumae) et 1789. En 1799, les Aïnous de l'est d'Hokkaido sont soumis au contrôle du shogun et en 1807, c'est au tour de ceux de l'ouest de l'île. On peut expliquer cette quasi-absence de résistance par leurs croyances selon lesquelles la terre n'appartient à personne.

### Les Aïnous et la colonisation japonaise de Hokkaidō
À la suite de la création du fief de Matsumae (松前藩, Matsumae han) sur la péninsule d'Oshima en 1590, est créé le « système des comptoirs de commerce alloués » (商場知行制, akinaiba chigyō sei) au gré duquel les vassaux du fief de Matsumae se voient attribuer des droits de commerce exclusif avec les Aïnous, conférant au fief une position avantageuse qui le légitime aux yeux du shogunat.
L'importance stratégique grandissante de l'île d'Ezo (ancien nom de Hokkaidō) au cours du XIXe siècle fut à l'origine de sa colonisation par le pouvoir impérial japonais. Si l'île passe sous administration shogunale en 1799, c'est seulement à partir de l'ère Meiji, après son annexion officielle à l'empire en 1869 et à la suite de l'arrivée d'une stratégie de construction d'un État-nation japonais, que débute sa colonisation active. Sont ainsi mises en pratique une Mission au défrichement et des mesures agraires qui donnèrent parfois lieu à des déplacements forcés de populations Aïnous par des colons organisés en « soldats-paysans », dans l'objectif de libérer les terres. Les populations indigènes furent également employées comme main-d'œuvre peu coûteuse dans le cadre de la Mission au défrichement.
Rapidement, le processus de construction d'une nation japonaise unifiée nécessita la mise en place d'une politique d'assimilation à l'égard des populations Aïnous, qui furent intégrées administrativement à l'empire sous l'effet de la Loi sur l’état civil (戸籍法, kosekihō, litt. « Loi d'enregistrement des foyers ») dès 1871 : les Aïnous deviennent officiellement des sujets de l'empereur. Sans toutefois être qualifiés de nihonjin (日本人, « Japonais »), ils seront longtemps désignés dans les documents officiels sous le terme de kyūdojin (旧土人, litt. « ancien indigène »). Le processus de japonisation de l'état-civil se poursuit avec l'attribution de patronymes japonisés.
Certaines coutumes furent ensuite interdites pour différents motifs, allant de la visibilité trop forte de certains attributs (tatouages, boucles d'oreilles), ou parce qu'elles avaient trait à la « sécurité » (interdiction d'incendier les maisons, mesures touchant à l'armement des chasseurs).
L'assimilation des populations Aïnous est aussi passée par l'éducation. Dès 1872, trente-cinq individus sont séparés de leurs familles et envoyés à Tokyo, à l’École temporaire de la Mission au défrichement (開拓使仮学校, Kaitakushi karigakkō). Les matières enseignées que sont la lecture, l’écriture, les idéogrammes de base, le jardinage, l’agriculture et l’élevage, attestent de l'intention des autorités japonaises de faire des Aïnous des agriculteurs, utiles à l’exploitation de Hokkaidō. Mais de nombreux sujets de l’expérience fuguent ou tombent malades, et la mission est avortée au bout de trois ans. Sans renoncer, la Mission au défrichement ouvrira en 1877 des écoles spéciales pour enfants, les « écoles pour anciens indigènes » (旧土人学校, kyūdojin gakkō), sur le territoire de Hokkaidō, et l’éducation redeviendra un des axes prioritaires de l’assimilation.

### Disparition de la culture aïnou
Entre le XVIe siècle et le milieu du XIXe siècle, les Japonais exercent « l'assimilation forcée », entre autres sur les Aïnous : l'habillement, la religion et l'éducation de toutes les populations du territoire japonais doivent être japonais. Puis, les règles japonaises durant l'ère Meiji (XIXe siècle - début du XXe siècle) s'attachent à « réformer » le mode de vie aïnou dans son quotidien, interdisant leur langue et les cantonnant à l'agriculture sur des parcelles fournies par le gouvernement. Les Aïnous sont aussi employés dans des conditions proches de l'esclavage par l'industrie de la pêche. Ils ont aussi été forcés (par le clan Matsumae) à servir de population tampon entre les Japonais et les Russes.
Il en fut de même en Russie où ils furent convertis à la religion orthodoxe. Après 1945, beaucoup d'Aïnous de Russie rejoignirent le Japon. La présence des Aïnous en Russie fut d'ailleurs cachée. La guerre russo-japonaise eut aussi une influence sur la disparition des Aïnous de Russie. Ainsi lorsque l'île Sakhaline a été rattachée au Japon (prenant le nom de Karafuto (樺太)), les Aïnous furent envoyés sur l'île d'Hokkaidō.

## Langue
Tout comme celle du peuple Aïnou, les origines de la langue sont incertaines.
L'aïnou est un isolat, les spécialistes n'ont pas réussi à établir sa parenté linguistique avec d'autres langues. D'un point de vue typologique, il est plutôt proche des langues dites paléo-sibériennes. On constate un certain nombre de mots communs entre l'aïnou et le nivkhe ainsi qu'entre l'aïnou et le japonais, mais il s'agit d'emprunts (travaux des universités de Sapporo et de Cambridge).
De nombreux toponymes ont pour origine la langue aïnou en dépit des efforts japonais pour éviter ce fait. Par exemple, Shiretoko vient de l'aïnou « sir-etok » qui signifie « l'extrémité de la terre »
La langue aïnoue est encore pratiquée par quelques familles aïnoues sur l'île de Hokkaido, cependant tous parlent aussi japonais.
Shigeru Kayano a aussi permis (avec entre autres Kanō Oki) la création de la radio FM Pipaushi, qui diffuse exclusivement en langue aïnoue. Shirō Kayano, son fils, continue à faire exister Pipaushi depuis Biratori.

## Mode de vie

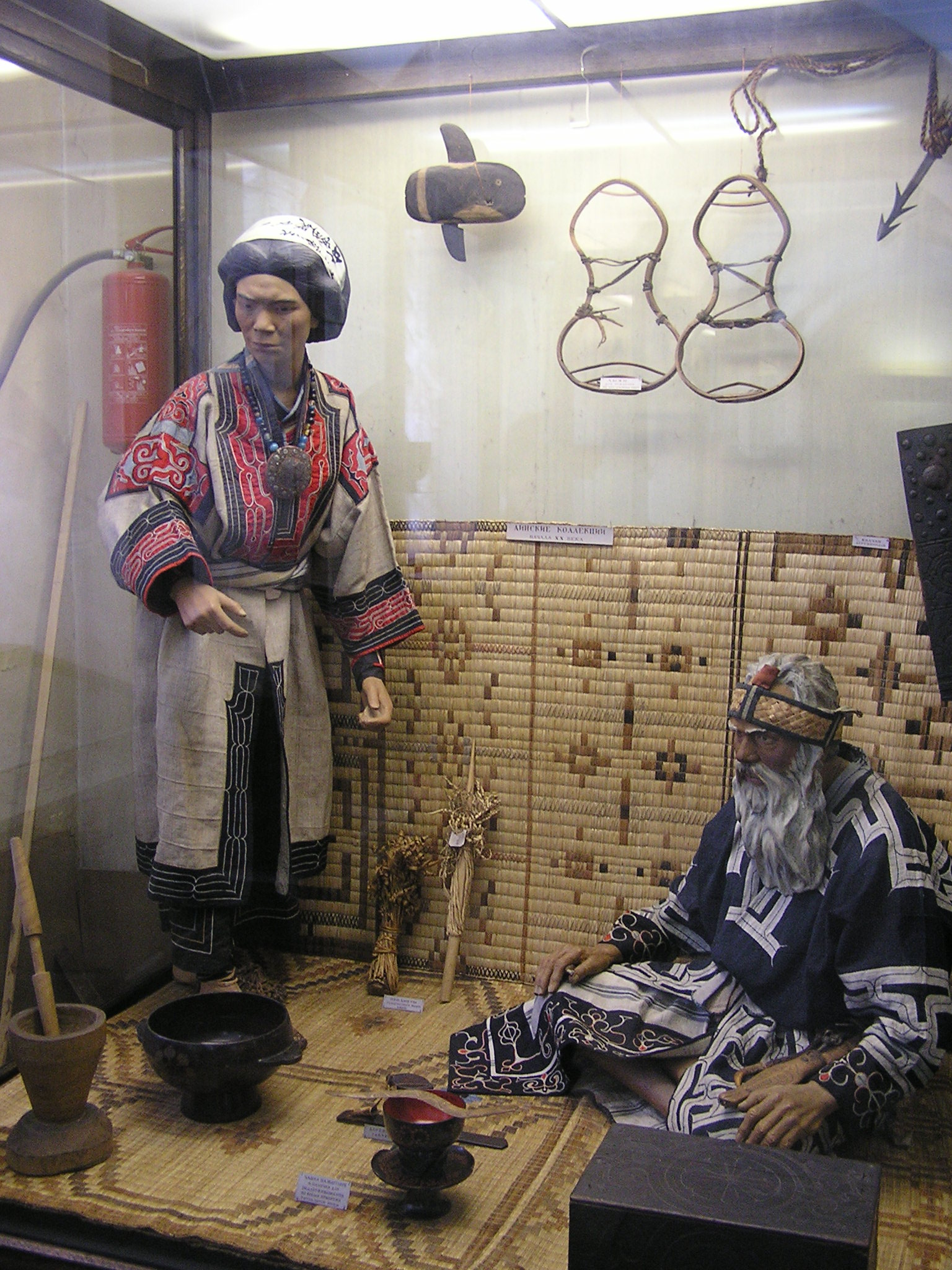
Costumes et objets aïnous dans la section japonaise du Musée d'ethnographie et d'anthropologie de l'Académie des sciences de Russie

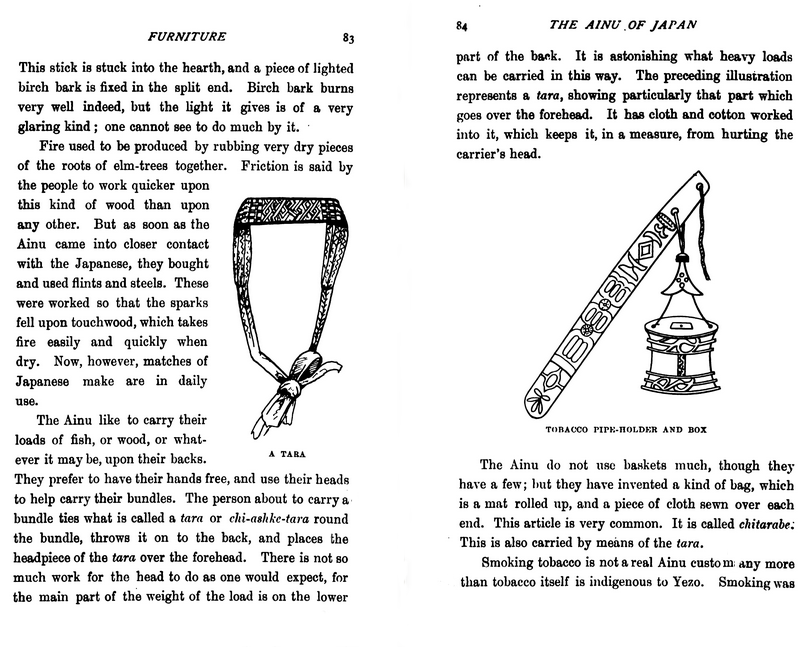
Porte-colis et matériel de fumeur

À l’origine, le territoire japonais était couvert de forêts. Dans les dures conditions de l’environnement nordique, les Aïnous subvenaient à leurs besoins par la pratique de la chasse, de la pêche, de la cueillette de fruits et de plantes. Ils concevaient et construisaient les outils utiles et nécessaires à ces pratiques avec un savoir-faire unique et spécifique, par exemple cette sangle pour attacher les paquets sur la tête.
De nombreux outils sont utilisés en fonction de la tâche : arcs et flèches, pièges complexes (trappes et autres), crochets (marek), harpons (kite), filets de chasse, systèmes de creusage, pioches pour les plantes, métiers à tisser (karepinki), couteaux (makiri), etc.
Outre les ressources obtenues par les activités traditionnelles, les Aïnous conservaient certains articles dans le but de les échanger avec les populations voisines. La fourrure et les peaux (cerfs de Yezo (en), zibelines, plumes de faucon, …) étaient réservées à cet effet. Les Aïnous étaient de grands commerçants. Les témoins de leurs échanges avec les Wajin (倭人), toutes les populations minoritaires limitrophes, mais aussi avec les Chinois et même les Européens, sont souvent exposés dans les musées de culture aïnoue (verres soufflés, tissus en soie, outils en métal, etc.). Les Aïnous ont construit leurs vies en contact avec les autres populations, partageant et échangeant leurs marchandises autant que leurs savoirs.
Les hommes ont pour habitude après un certain âge de ne plus se raser et de laisser pousser leurs cheveux librement. Les femmes, elles, se tatouent dès la puberté. Les parties alors tatouées sont les bras, la bouche, la lèvre supérieure, la vulve et parfois, le front. Un motif fréquent de tatouage sur la lèvre supérieure est celui de deux grandes moustache stylisées. Elles utilisent aussi de la suie pour donner de la couleur à leur visage. Les femmes, tout comme les hommes, portent des boucles d'oreilles (en aïnou : ninkari). Les bijoux ne sont portés par les Aïnous que depuis le XIIe siècle, date où le métal fut introduit chez eux.
Les femmes sont soumises aux tabous des règles et de l'accouchement.

### Mode de vie à la fin duXIXesiècle

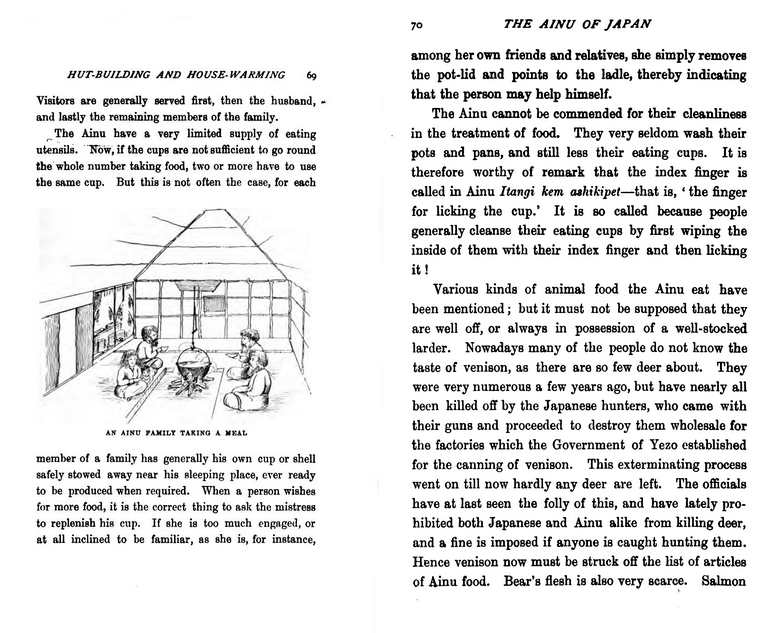
Famille à table

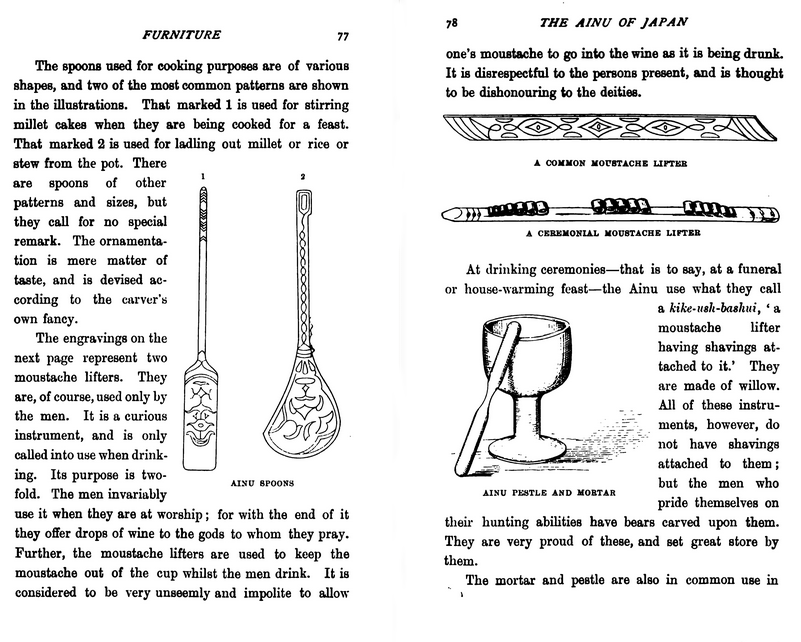
Cuillères gravées ; soutiens de moustache ; mortier et son pilon

L'enquête anthropologique du révérend John Bachelor permet de reconstituer les mœurs et croyances observables jusqu'en 1892.
- Pour manger, la famille s’assoit sur des nattes autour du foyer[Note 2].
- Voici quelques instruments utilisés pour faire la cuisine : le millet est écrasé dans un mortier avec un pilon. Pour remuer la pâte de millet pendant la cuisson, et pour servir, on utilise de grandes cuillères en bois.
- Pendant qu'ils boivent lors d'une cérémonie, les hommes relèvent leur moustache avec un instrument en bois de saule[Note 3].

### Organisation politique traditionnelle de la société aïnoue
Le système politique traditionnel était basé sur un système de chefs héréditaires, trois dans chaque village. Administrativement, leur pays était divisé en trois comtés : Saru, Usu et Ishikari. Les relations entre ces différents comtés étaient éloignées et les mariages entre des habitants de différents comtés évités. Les fonctions de juges n'étaient pas attachées aux chefs du village; à la place un nombre indéterminé de membres de la communauté s'asseyaient pour juger les criminels. L'emprisonnement n'existait pas et était remplacé par des coups qui étaient considérés comme suffisants. Dans le cas des meurtres toutefois, le nez et les oreilles de l'assassin étaient coupés ou bien les tendons de ses pieds tranchés.
Les Aïnous présentent des éléments de droit maternel : la filiation est matrilinéaire. L'oncle maternel exerce une certaine autorité dans un système où la famille maternelle est plus importante que celle paternelle. Pour autant, cette configuration ne permet pas de décrire un système dit "matriarcal".

### Habitat

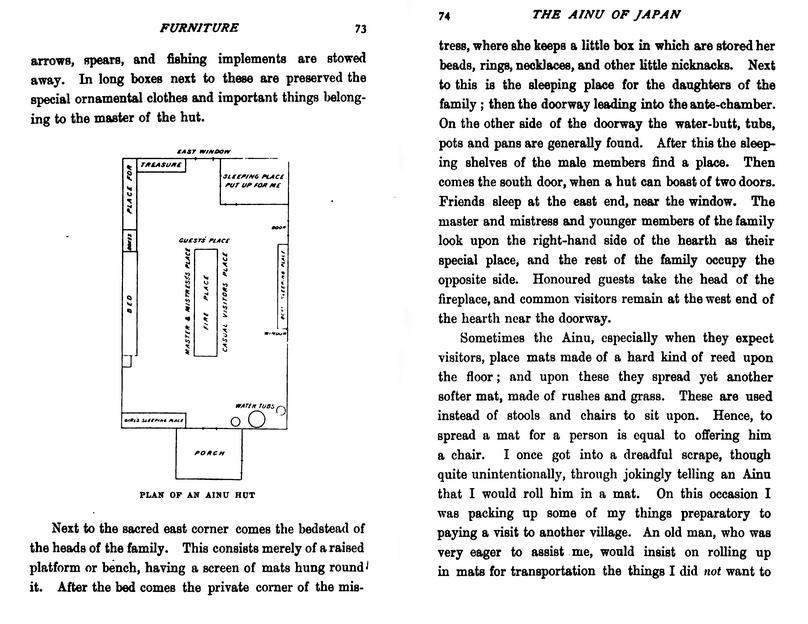
Plan et utilisation de l'espace intérieur, Batchelor, 1892.

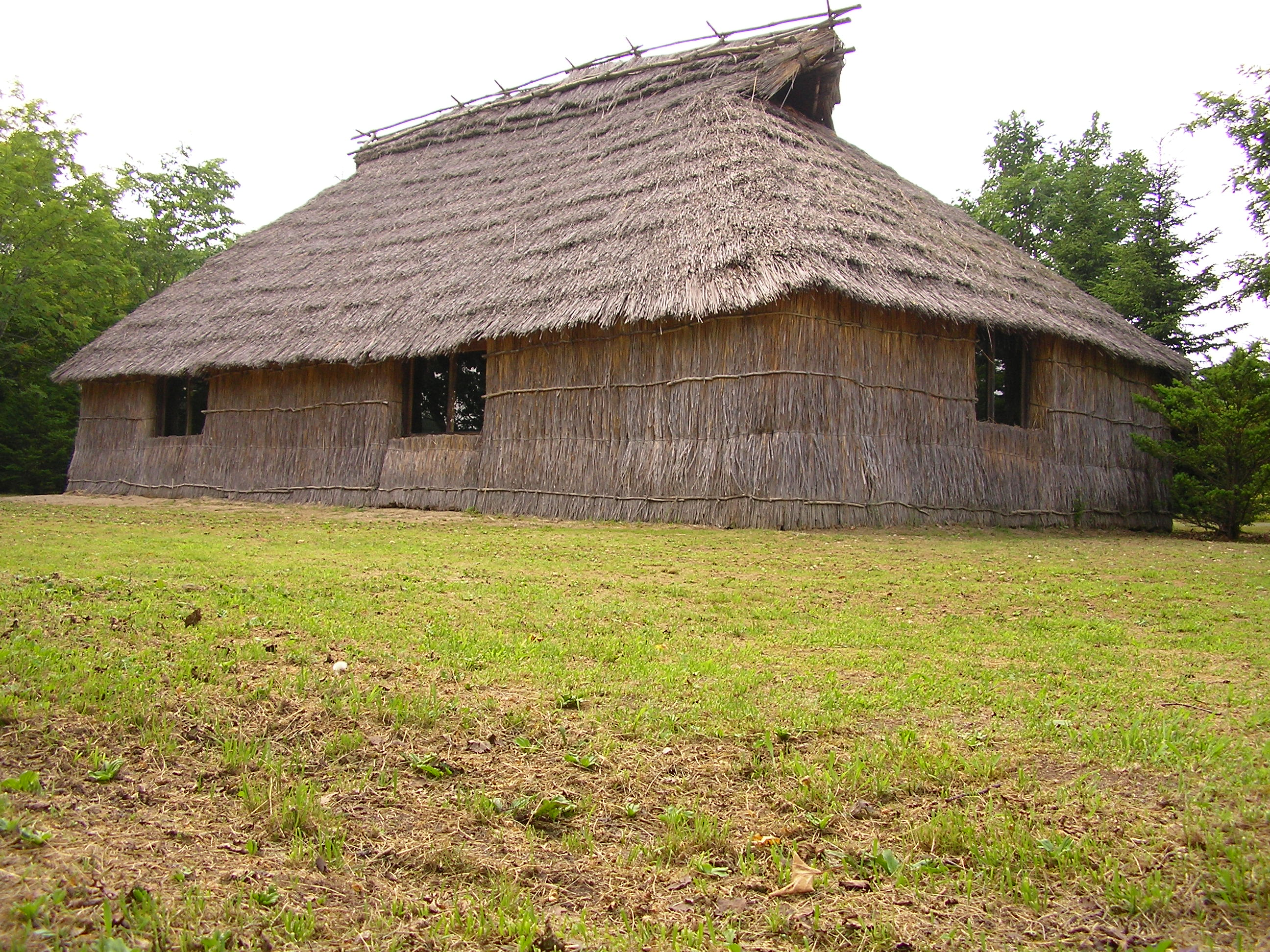
Reconstitution d'une habitation aïnou.

Les Aïnous s’établissent aux bords des rivières ou des mers, dans des zones où ils s’estiment protégés des désastres naturels. Ils vivent en communauté, regroupés en villages appelés Kotan, où chaque famille a sa cise (maison). En moyenne, un kotan se compose d’une dizaine de cises.
Les Aïnous disposent de nombreuses constructions en dehors des cise : garde-mangers (pu, où ils font notamment sécher le poisson), séchoirs à linge, appentis, etc. On trouve aussi des cages pour les ours et de nombreux « autels » verticaux protégeant le kotan.
L'entrée des maisons aïnous se trouve à l'ouest. Elles n'ont qu'une seule pièce. Le centre de la maison est occupé par un foyer. Les maisons n'ont pas de cheminée. L'évacuation des fumées se fait par des orifices laissés à l'angle du toit.
Les habitations des Aïnous ont toujours trois fenêtres (on peut d'ailleurs le constater sur l'image de droite). Deux d'entre elles sont toujours dans la même direction. Il n'y a jamais de fenêtre au nord,.
Le Révérend John Batchelor décrit l'aménagement intérieur des cases en détail et dessine un plan minutieux avec la répartition des espaces intérieurs. L'élément le plus important est le foyer central au-dessus duquel est suspendue une sorte de broche pour faire griller la viande ou le poisson. Les outils ou objets importants sont installés sur les poutres. Les hommes et les femmes dorment dans deux espaces séparés, sur des bancs protégés par des nattes suspendues. La maîtresse de maison a un petit coffre avec ses bijoux. Les visiteurs s'assoient sur des nattes en roseaux posées sur le sol et non des tabourets.

### Tissage et broderie

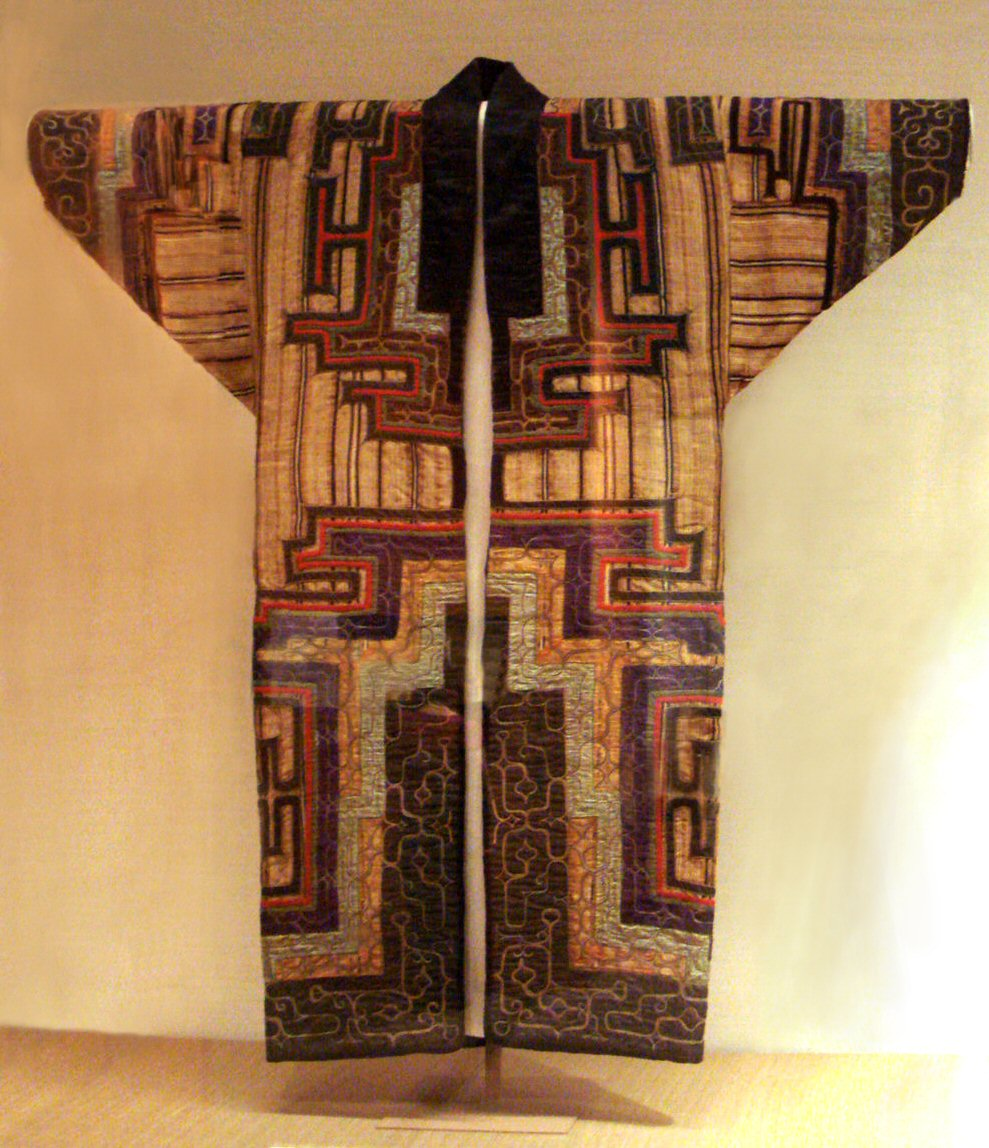
Costume de cérémonie.

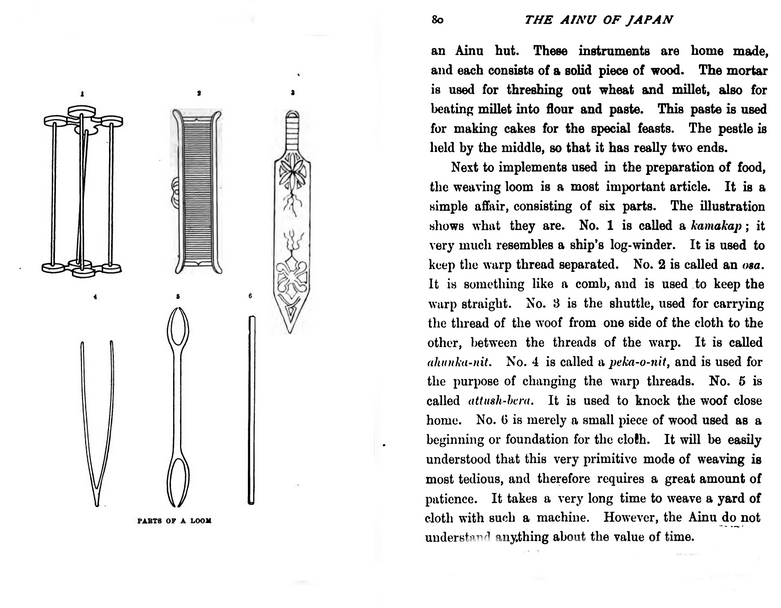
Matériel utilisé pour le tissage.

Tout d'abord, la broderie des Aïnous est un art unique et spécifique, d'une complexité telle qu'elle ne saurait être expliquée en quelques lignes. Les textiles aïnous, tissés selon les traditions culturelles des Aïnous, sont couverts de motifs brodés.
Ces motifs, représentés à la base pour protéger les propriétaires de l'intrusion de mauvais esprits (maladies, moisissures, blessures), sont sujets à de nombreuses études. Ils varient d'un Kotan (village) à l'autre et sont tissés sur des métiers à tisser (appelés karepinki) tout aussi uniques en leur genre, les Aïnous possèdent un puissant savoir-faire en matière de textile.
La Pérouse avait déjà remarqué l'intérêt des indigènes de l'île de Tchoka pour les étoffes que les Français leur offraient, cherchant à découvrir par quel moyen elles avaient été fabriquées. « Ils connaissent la navette et font avec leurs métiers des toiles absolument semblables aux nôtres avec du fil d'écorce de saule ». La Pérouse avait fait d'ailleurs l'acquisition d'un de ces métiers à tisser. Le révérend John Batchelor a décrit et dessiné l'outillage nécessaire.
Ils fabriquent notamment leurs vêtements à base de plumes d'oiseaux, de fibres tirées d'écorces,.

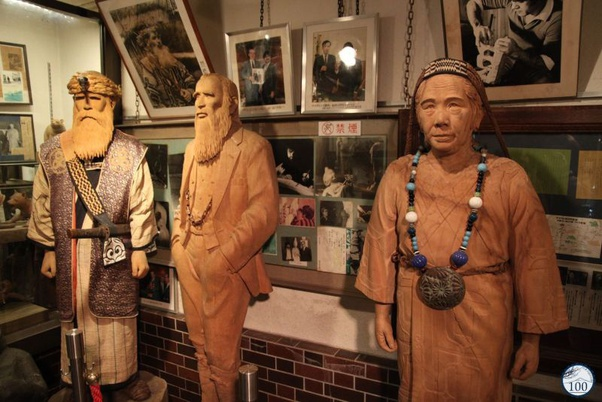
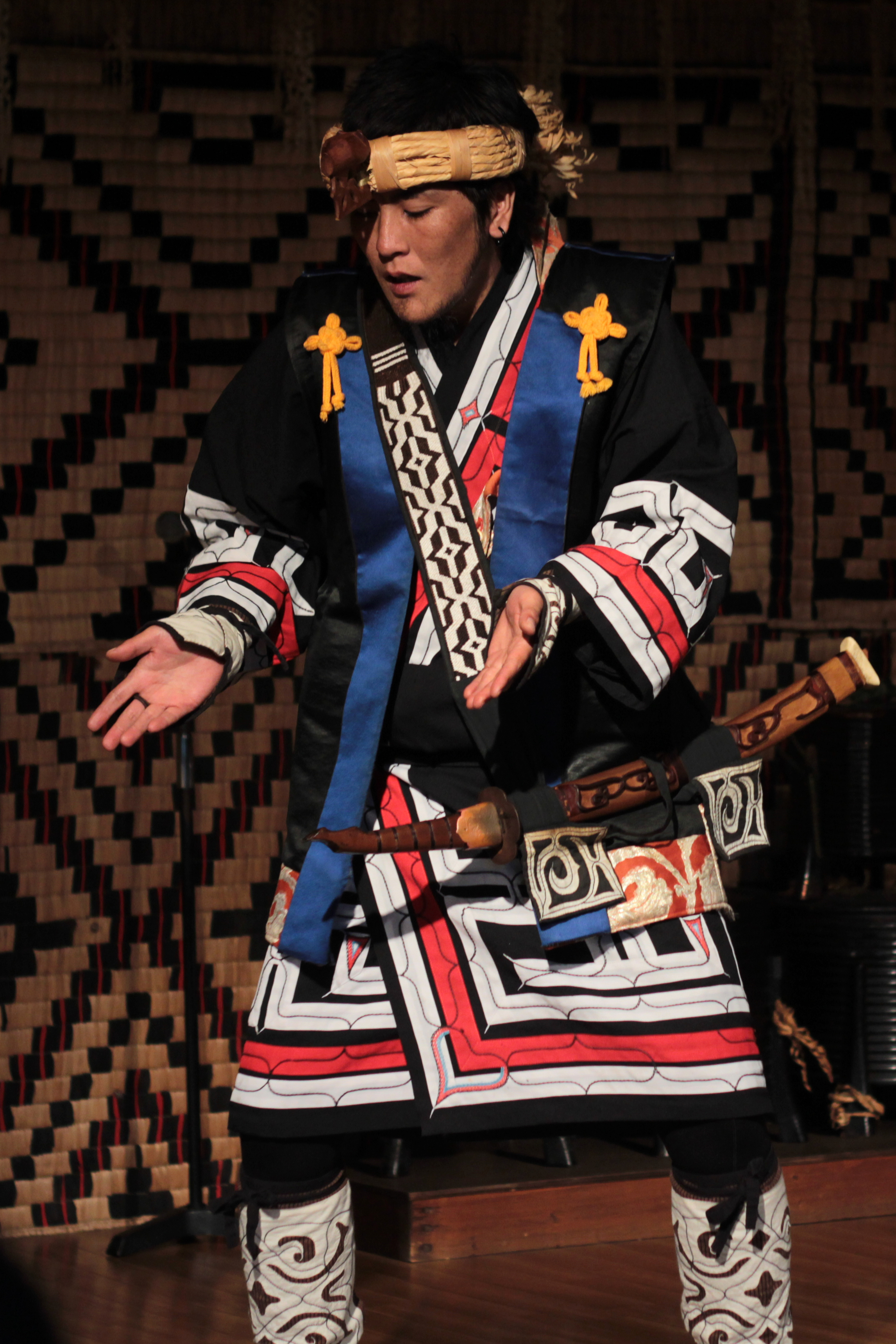
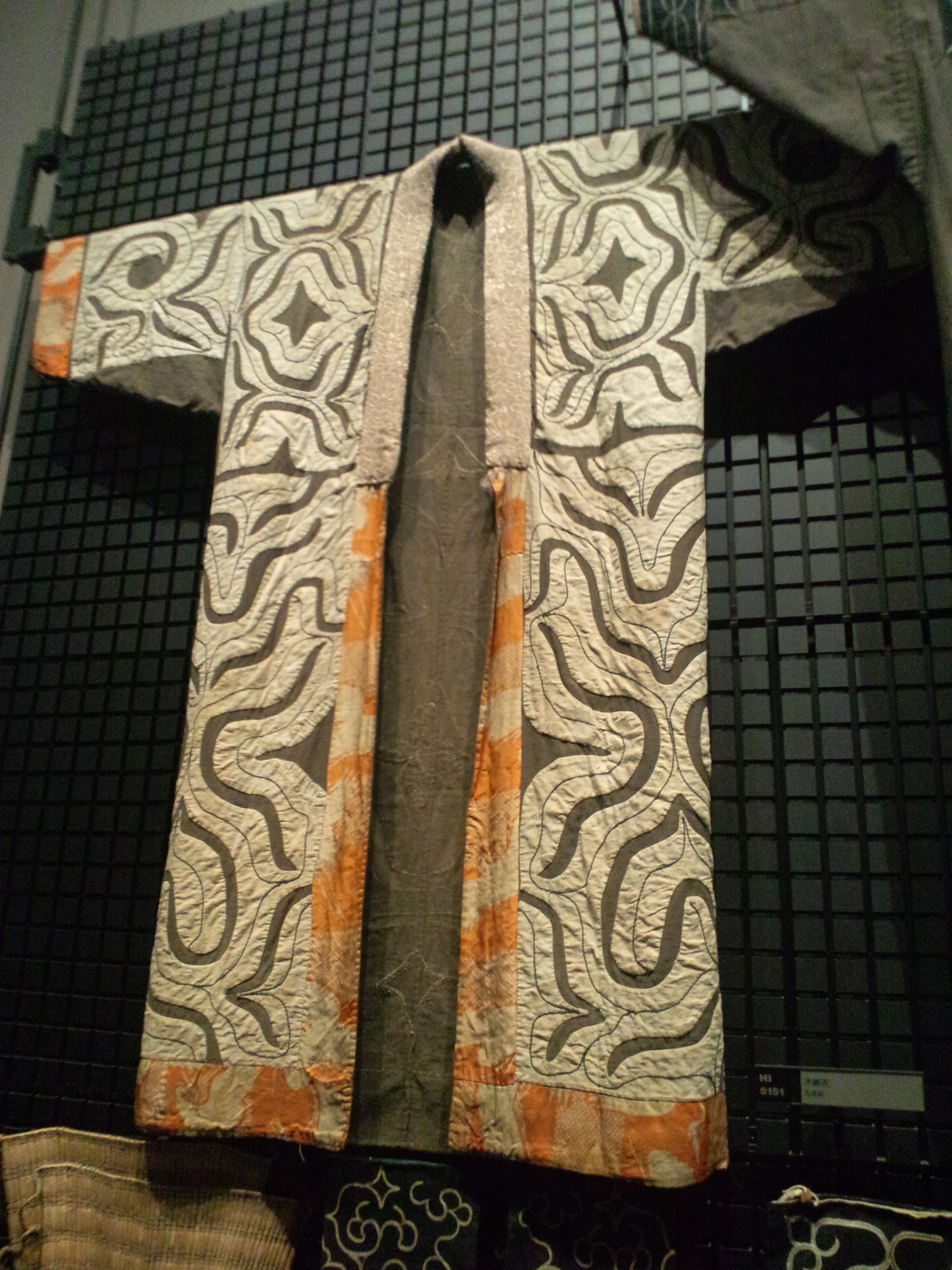
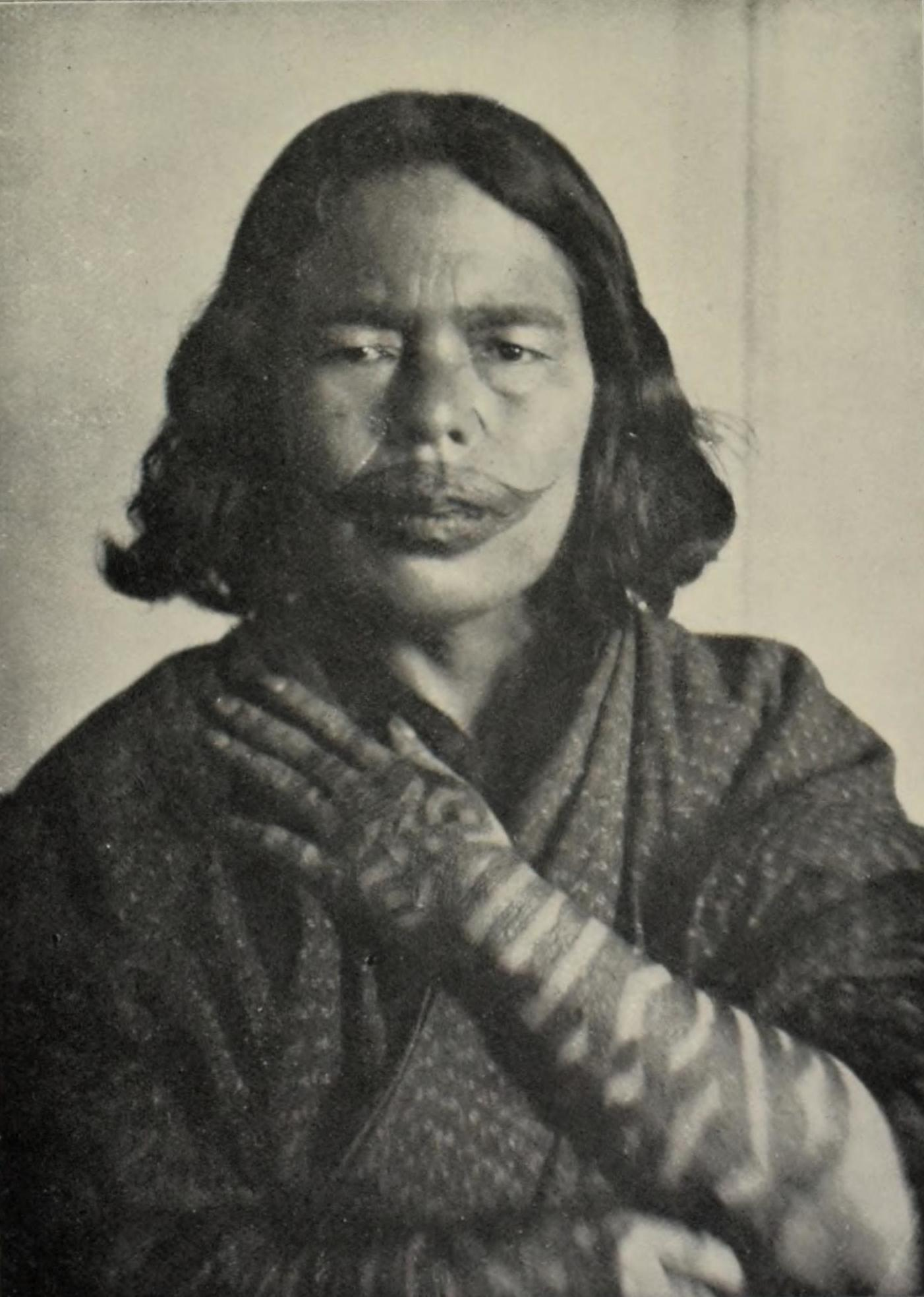

### Gastronomie
Les techniques culinaires et les plats aïnous font partie des arts gastronomiques autant que des biens culturels intangibles, ils sont donc sans contestation possible l’un des témoins de la culture aïnoue.
Depuis 1993, l'association Rera veut faire goûter à cette gastronomie dans des établissements respectant l'environnement culturel aïnou (décoration, modes de cuisson, etc) et les traditions (cérémonies rituelles). Les Rera Cise (レラチセ) ont dû fermer mais ils ont ouvert en 2011 un nouveau restaurant à Tokyo, Shinjuku : HaruKor (ハルコロ).

#### Ingrédients utilisés
- haricots
- millet
- sarrasin
- blé

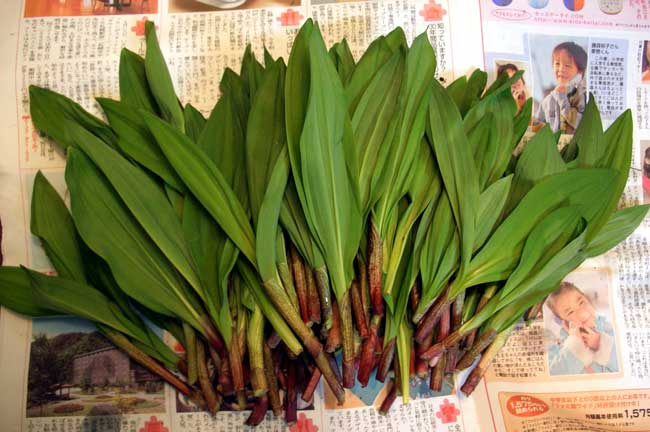
Pukusa.

- Pukusa, en japonais gyōja ninniku (ギョウジャニンニク?), en français : Ail à tuniques réticulées.

Viandes :
- cerf : Appelé yuk à Hokkaidō, il s’agit de la viande de base ;
- Renard roux : Appelé tchironup, il signifie « celui que nous tuons en abondance » ;
- ours Animal sacré, dont la consommation est ritualisé, sous le nom d’iomante ;
- chien viverrin
- lièvre
- phoque
- baleine, les Aïnous chassaient la baleine avec des harpons empoisonnés ;
- gélinotte des bois
- canard

Poissons :
- saumon (les Aïnous connaissaient des systèmes de pêches perfectionnés (enclos) pour attraper les saumons[36]
- truite
- carpe

#### Mets
- Kitokamu (キトカム)
- Munchirosayo (ムンチロサヨ)
- Ohaw (オハウ), nom des soupes faites par les Aïnous. Il en existe beaucoup de sortes[37].
- Munini-imo (ムニニイモ), un type de galette

## Arts et culture
Les Aïnous ont conservé, développé et enrichi de nombreuses traditions au cours des siècles, se forgeant une grande diversité de savoir-faire et d'expressions artistiques. Encore aujourd'hui, ces arts sont exercés.

### Gravure sur bois

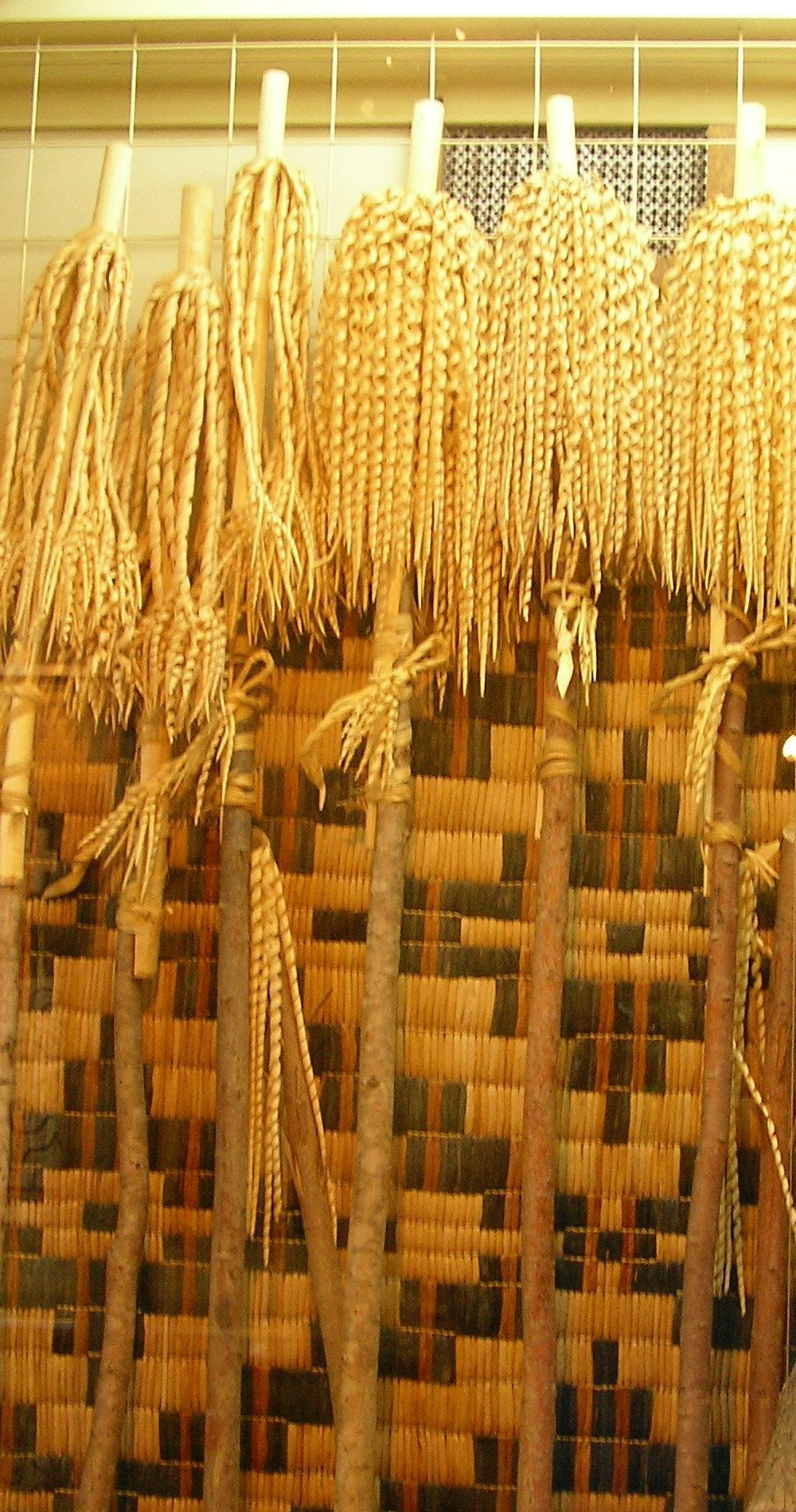
Inau

On raconte que les garçons Aïnous ne devenaient hommes que lorsqu’ils étaient habiles dans les arts de la chasse, de la pêche, et de la gravure sur bois. Cet art est donc considéré comme un rite de passage à l’âge adulte. Les outils et les meubles aïnous sont toujours gravés. En plus d’être fonctionnels, ces articles revêtaient donc une caractéristique esthétique.
Le seul outil du graveur aïnou est son makiri (マキリ) (couteau). Cette technique, aussi bien que son esthétique, sont uniques au monde. De nombreux musées et centres culturels aïnous exposent fièrement toutes ces œuvres-là. Aujourd’hui, des artistes aïnous modernes travaillent encore cet art, vivant de la technique qu’ils ont héritée de leurs ancêtres. Les œuvres sont vendues aux galeristes, et aux touristes.
Le sculpteur Bikki (6 mars 1931 – 25 janvier 1989) a acquis ainsi une renommée internationale, permis le début des collaborations entre Aïnous et Canadiens, élaboré plusieurs monuments municipaux, etc. Deux astronomes japonais, Kin Endate et Kazurō Watanabe, ont donné son nom à l'astéroïde (5372) Bikki.
Voir aussi : Inau.

### Littérature
La littérature aïnoue est une littérature orale, constituée d'une longue et riche tradition de sagas, les yukar. Ces récits sont traditionnellement contés par les hommes et les femmes.

## Les Aïnous dans la société japonaise

Drapeau (non officiel) des Aïnous

### Reconnaissance de l'identité aïnou
Jusqu'à la fin de la Seconde Guerre mondiale, les Aïnous sont contraints de « devenir Japonais », de renier leurs rites, leurs arts, leur mode de vie, leur religion (abandon des cérémonies de mariage, d'enterrement, des esprits animaux). En 1899, le Parlement japonais promulgue la Loi sur la protection des anciens aborigènes d'Hokkaido, destinée à assimiler de la population aïnou du nord du Japon. En 1927, Kaizawa Hiranosuke réclame au gouvernement le droit des Aïnous et d'autres peuples indigènes d’être représentés au Congrès des peuples asiatiques à Nagasaki. Dans les années 1930, l'Association aïnou de Hokkaido se bat pour une révision à la Loi, dont certaines sections seront abrogées par la suite. Cependant, celle-ci continue à être au sein de mesures d'assimilation oppressives et de la discrimination à l'égard des Aïnous au Japon.
À partir de 1960, les Aïnous commencent à se rassembler pour acquérir « le droit à la différence ». Leurs demandes régulières, menées par l'Association Utari et Giichi Nomura (en), n'ont aucun aboutissement, mais ils poursuivent leurs efforts et soutiennent leur projet de lois pour faire valoir leur « droit à la différence ». Mais ce n'est qu'en 1994, grâce à la pression exercée par l'ONU en faveur des peuples autochtones, qu'ils parviennent à faire entrer un des leurs, Shigeru Kayano, à la Kokkai (Parlement japonais).
Dévoué à son peuple depuis toujours, Shigeru Kayano n'a cessé de se battre pour obtenir sa reconnaissance. En 1997, est promulguée la Loi pour la promotion de la culture aïnoue et pour la dissémination et le soutien des traditions aïnoues et de la culture aïnoue. La même année, un tribunal reconnaît que le gouvernement japonais n'avait pas respecté le patrimoine culturel et les sites sacrés des Aïnous lors de l’expropriation de terres pour la construction d'un barrage dans le village de Nibutani.
À la suite du passage de la nouvelle Loi, les Aïnous ont le droit et le devoir de promouvoir leur culture, leur différence. Plusieurs dizaines de musées et de centres culturels consacrés à la culture aïnou sont les réceptacles de leur savoir, de leurs traditions. Mais la discrimination existe toujours. Selon un sondage du gouvernement de Hokkaidō en 1999, un Aïnou sur deux seulement n'a pas été témoin de discrimination envers des Aïnous (qu'il soit lui-même victime ou non) et les Aïnous espèrent aujourd'hui obtenir davantage que le « droit à montrer leur culture » : le « droit à vivre selon leur culture ».
Aujourd'hui, un journal en langue aïnou est publié : l’Ainu Times. Comme les Aïnous ne connaissaient pas l'écriture, un syllabaire proche du katakana a été mis au point et est utilisé par ce journal.
La culture aïnou figure à présent au sein des manuels scolaires : elle doit représenter au moins deux pages dans les livres d'histoire-géographie.
La culture aïnou était censée être représentée lors de la cérémonie d'ouverture des Jeux olympiques d'été de 2020. En février 2020, les organisateurs des Jeux ont abandonné la participation des danseurs aïnou en raison de « contraintes logistiques ».
Le 12 juillet 2020, le musée et parc national Aïnou ouvre ses portes à Shiraoi, sur l'île de Hokkaidō.

### Politique actuelle
Actuellement, à l'instar des Autochtones d'Amérique, ceux qui n'ont pas été assimilés par la communauté japonaise se retrouvent confinés dans des réserves. Les Aïnous assimilés souffrent de la discrimination (près de la moitié d'entre eux en ont souffert) et ils vivent dans des conditions inférieures à la moyenne japonaise. Ils font aussi moins d'études.
De nos jours, nombre d'entre eux rejettent le terme Aïnou et lui préfère celui d'Utari (« camarade » en langue des Aïnous). Dans les documents officiels les deux termes sont utilisés. Au Japon, les Aïnous sont également appelés Ebisu (夷 ou 戎, « sauvage »), Emishi ou Ezo (蝦夷).
Les revendications actuelles des Aïnous portent sur l'exigence d'une représentation légale des populations minoritaires japonaises dans les couloirs du pouvoir (chambres constitutionnelles). En effet, à part Shigeru Kayano, aucun représentant de minorité nippone n'a eu la parole dans les hauts lieux du pouvoir japonais. Les Aïnous vont jusqu'à demander la création d'un État fédéral dans lequel leur voix portera autant que celle du gouvernement japonais, exigence excessive pour les Japonais.
Un projet, dont l’élaboration a commencé avec la promulgation de la loi pour la promotion de la culture des Aïnous en 1997, tend à rendre possibles les revendications des Aïnous : le parc Iwor (アイヌイオル構想). Ce projet, dit de « parc historique », permettrait de « reproduire les espaces de vie traditionnelle » et d’agir pour la « préservation de l’environnement ». Un espace appartenant aux Aïnous, géré par les Aïnous, dans lequel pourraient être conservés et transmis les traditions et mode de vie des Aïnous. Mais au début du XXIe siècle, pour les raisons politiques mentionnées au paragraphe précédent, le parc Iwor ne peut toujours pas être construit.
L'espoir porte à présent sur l'ONU et son instance des Peuples autochtones qui doit préparer une déclaration des droits des peuples aborigènes, laquelle pourrait aider à débloquer la situation.
L'ethnie des Aïnous réclame aussi un dédommagement s'élevant à 1,5 milliard de yens auprès des autorités japonaises pour avoir subi la colonisation japonaise.
Le 6 juin 2008, le Parlement japonais a reconnu l'existence du peuple indigène Aïnou et a promis d'améliorer ses conditions de vie. La résolution, votée à l'unanimité par les élus des partis au pouvoir et de l'opposition, affirme pour la première fois que les Aïnous « sont un peuple indigène avec sa propre langue, religion et culture ».
La ségrégation subie par les Aïnous apparaît dans un film de Mikio Naruse, Kotan no kuchibue (Le Sifflement de Kotan, Whistling in Kotan) sorti en 1959. On y voit justement des Aïnous se faisant payer par les touristes japonais pour s'exhiber en costume traditionnel et danser leurs danses folkloriques, et un écolier Aïnou affublé d'une inscription collée dans son dos, « quand je serai grand, je serai une attraction touristique ».
En avril 2019, la Loi pour la promotion de la culture aïnoue et pour la dissémination et le soutien des traditions aïnoues et de la culture aïnoue est remplacée par une loi concernant la promotion des mesures visant à instaurer une société respectueuse de la fierté des Aïnous (アイヌの人々の誇りが尊重される社会を実現するための施策の推進に関する法律)

## Dans la culture populaire

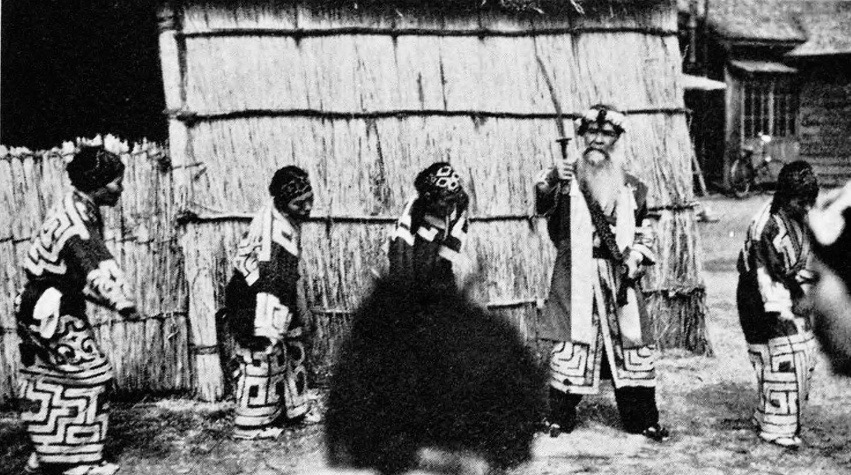
Scène du film Le Sifflement de Kotan.

En 1959, Mikio Naruse réalise Le Sifflement de Kotan, une adaptation du roman Kotan no kuchibue (コタンの口笛) de Nobuo Ishimori (ja), un auteur de livres pour enfants, publié en 1957. Le livre qui conte l'histoire d'un jeune garçon aïnou et de sa sœur est reconnu comme l'un des plus importants livres japonais pour enfants de l'après guerre.
Golden Kamui est une série de manga commencée en 2014 dans le Weekly Young Jump, elle met en scène des Aïnous qui ont leur importance dans l'intrigue, dont Asirpa, une compagne du héros. Une adaptation en anime est sortie en 2018 et est encore en cours. Un film en prises de vues réelles est sorti en 2024.

## Littérature, notes et références

### Littérature
- Soichi Kawagoe, Source de chaleur, Paris (Belfond), 2024,  (ISBN 978-2-7144-9972-1); traduit du japonais par Patrick Honnoré (titre original: Netsugen, ouvrage paru en 2019 à Tokyo). - Cet ouvrage, bien que présenté comme un roman, traite largement, à travers la vie et les oeuvres de personnages d'origines diverses ayant réellement existé, des Aïnous du nord du Japon (Hokkaido) et de l'île de Karafuto ou Sakhaline de la Restauration du Meiji à l'entre-deux-guerres : culture, langue et traditions orales, musique, habitat, traditions culinaires, rites religieux, problèmes découlant de la colonisation, que ce soit par les Russes ou par les Japonais au sens strict.

- André Leroi-Gourhan, ethnologue et préhistorien français, a travaillé deux ans au Japon à la veille du second conflit mondial et a écrit sur la culture des Aïnous.

- Bronisław Piłsudski, étudiant polonais déporté au début du 20e siècle sur l'île de Sakhaline par les Russes, soi-disant pour activités révolutionnaires, y devint un spécialiste de la culture aïnoue. Il épousa d'ailleurs une Aïnoue, et leurs descendants vivent actuellement au Japon. Ses travaux ethnographiques restent des sources importantes sur une culture qui, à l'époque, était à la fois méconnue et très menacée par assimilation forcée.